# Panorpodes pulchra
Panorpodes pulchra is een schorpioenvlieg uit de familie van de Panorpodidae. De wetenschappelijke naam van de soort is voor het eerst geldig gepubliceerd door Issiki in 1927.
De soort komt voor in Japan.